# William MacLanachan
William MacLanachan – angielski as myśliwski okresu I wojny światowej. Wygrał siedem pojedynków powietrznych.
William MacLanachan służył w armii. Na wiosnę 1917 roku został przeniesiony do RFC i przydzielony do eskadry myśliwskiej No. 40 Squadron RAF.
W jednostce tej swoje pierwsze zwycięstwo powietrzne odniósł 12 lipca 1917 roku nad niemieckim samolotem Albatros C. 
Wszystkie zwycięstwa powietrzne odniósł w 1917 roku. W czasie wojny nie uzyskał żadnego odznaczenia bojowego, choć na takie zasługiwał, spowodowane to było wyraźnym okazywaniem braku szacunku dla przełożonych.
W 1918 roku został przeniesiony do jednostki lotniczej na terenie Wielkiej Brytanii, gdzie służył do końca wojny.
Po zakończeniu wojny pracował jako dziennikarz. Wiele publikował pod pseudonimem McScotch. W 1936 wydał książkę Fighter Pilot, George Routledge & Son Ltd, Londyn, w której opisał swoją służbę w 40 Eskadrze oraz innych pilotów tej jednostki.